# Jablůnka
Jablůnka (in tedesco Jablunka) è un comune della Repubblica Ceca facente parte del distretto di Vsetín, nella regione di Zlín.